# Alan Budd
 (mars 2025).
Si vous disposez d'ouvrages ou d'articles de référence ou si vous connaissez des sites web de qualité traitant du thème abordé ici, merci de compléter l'article en donnant les références utiles à sa vérifiabilité et en les liant à la section « Notes et références ».
Pour les articles homonymes, voir Budd.
Alan Peter Budd, né le 16 novembre 1937 et mort le 13 janvier 2023, est un économiste britannique, membre fondateur du Comité de politique monétaire de la Banque d'Angleterre (MPC) en 1997.
Budd quitte le MPC en mai 1999 et, entre août 1999 et 2008, il est doyen du Queen's College d'Oxford.
Budd occupe temporairement la tête du Bureau de la responsabilité budgétaire du gouvernement en 2010.

## Carrière économique
Après avoir occupé divers postes universitaires, il devient conseiller économique principal du Trésor de Sa Majesté entre 1970 et 1974. Alan Budd apparaît dans le documentaire Pandora's Box d'Adam Curtis en 1992, dans lequel il est interviewé sur son mandat de conseiller économique du Trésor.
De 1979 à 1981, il est conseiller spécial au Trésor dans le gouvernement de Margaret Thatcher. En réfléchissant à sa position pendant cette période, Budd s'inquiète du fait que les politiques mises en œuvre pour réduire l'inflation pourraient en fait avoir un objectif caché. Dans une interview documentaire, Budd postule que l'objectif réel de Thatcher pourrait avoir été d'augmenter délibérément le chômage afin de réduire la force de la classe ouvrière et de recréer une armée de réserve de main-d'œuvre pour permettre aux capitalistes de réaliser des profits élevés,.
Au cours des années 1980, il est professeur d'économie et directeur du Centre de prévision économique à la London Business School. Il est également, de 1989 à 1991, conseiller économique de groupe à la Barclays Bank, et membre, de 1990 à 1991, du conseil consultatif des conseils de recherche.
De 1991 à 1997, il est conseiller économique en chef du Trésor et dirige le service économique du gouvernement.
Parmi ses activités d'économiste, il est[Quand ?] gouverneur de l'Institut national de recherche économique et sociale, membre fondateur du UK-Japan 21st Century Group, rédacteur en chef de World Economics et membre du comité consultatif éditorial de l'Oxford Review of Economic Policy. Il est également[Quand ?] conseiller principal auprès de Credit Suisse First Boston et consultant auprès du G8 Group. En 2005, il est nommé au conseil d'administration d'IG Group, une société de paris sur spread fondée par Stuart Wheeler.